# Farigliano
Farigliano är en ort och kommun i provinsen Cuneo i regionen Piemonte i Italien. Kommunen hade 1 777 invånare (2018).